# Constitutio Criminalis Carolina
Constitutio Criminalis Carolina (nazwa potoczna: Carolina; znana również pod skrótem CCC) – szesnastowieczny niemiecki kodeks karny, uznawany za pierwszą wielką kodyfikację prawa czasów nowożytnych. 
Carolina wprowadziła do prawa karnego materialnego i procesowego szereg przełomowych unowocześnień (m.in. przyjęcie zasady publicznoprawnej w ściganiu przestępstw, określenie winy jako podstawy odpowiedzialności karnej, zniesienie systemu kar kompozycyjnych, przyjęcie zasady prawdy materialnej i zasady racjonalnych środków dowodowych w procesie karnym) przy jednoczesnym radykalnym zwiększeniu surowości kar w porównaniu z czasami średniowiecza.
Czas powstania tej konstytucji datuje się pod koniec lipca 1532 w Ratyzbonie. Uchwalona przez Sejm Rzeszy, ogłoszona przez Karola V w 1532.
Wywarła wpływ na większość kodyfikacji prawa karnego w Europie od XVI do XVIII wieku.

## Historia powstania

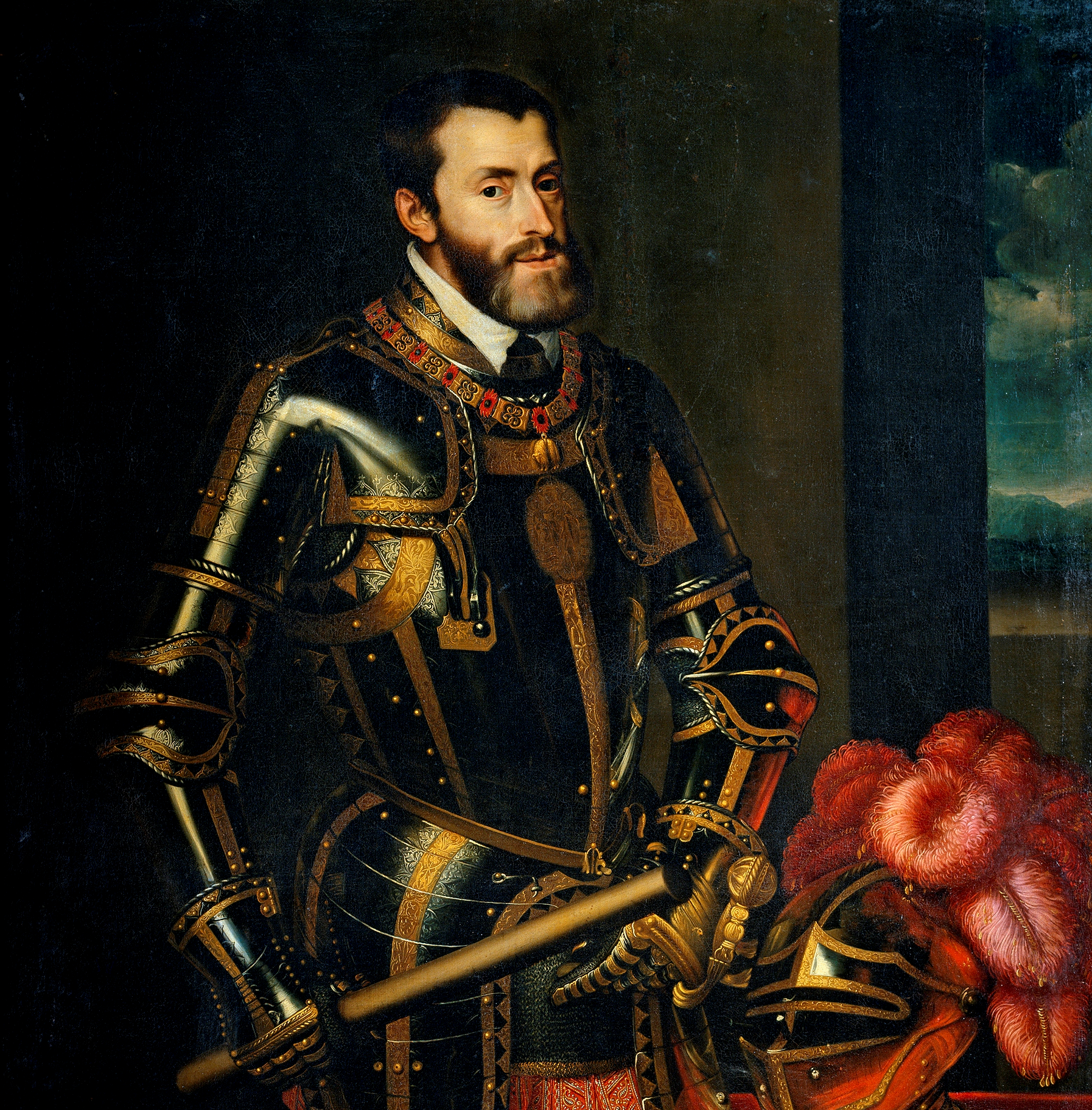
Karol V Habsburg

Carolina była próbą przełamania partykularyzmu prawa niemieckiego i ujednolicenia systemu prawa karnego. Składała się z 219 artykułów. Dotyczyła przede wszystkim prawa proceduralnego i organizacyjnego, w mniejszym stopniu materialnego. Art. 104 wprowadzał znaną włoskiemu prawu statutowemu zasadę analogii, według której jeśli jakaś sprawa nie była uregulowana prawnie, sędzia mógł wydać wyrok skazujący na karę przewidzianą w sytuacji podobnej.
Była ona krokiem milowym w rozwoju prawa karnego.
Carolina wzorowana była na ordynacji karnej biskupstwa Bambergu (Constitutio Criminalis Bambergensis, CCB), która została wprowadzona w 1507 r. przez biskupa Georga III, usilnie zabiegającego o zreformowanie prawa. Jej autorem prawdopodobnie był ochmistrz i sędzia sądu nadwornego biskupa, Johann von Schwarzenberg (1463/65–1528). Kodyfikacja z Bambergu bardzo często określana jest przez prawników jako mater Carolinae (matka Caroliny). Możliwe, iż Johann von Schwarzenberg był przez pewien czas przewodniczącym komisji do spraw reformy i brał udział w początkowych pracach nad Caroliną. Istniało kilka wstępnych redakcji aktu, lecz były one kolejno odrzucane przez Sejm Rzeszy uznającym obawy władców terytorialnych o możliwość ograniczenia samodzielności prawnej ich terenów. Dlatego zawarto w niej „klauzulę salwatoryjną” (łac. clausula salvatoria) oznaczającą subsydiarność (posiłkowość) stosowania Caroliny. Miała być używana tylko w wypadkach kwestii nieuregulowanych w prawie miejscowym. Mimo tego osiągnęła znaczny sukces – pośrednio lub bezpośrednio wywarła olbrzymi wpływ na prawo karne wielu państw, w tym Polski (gdzie w swobodnym przekładzie Bartłomieja Groickiego, odbiegającym od surowości oryginału złagodzeniem rozwiązań, weszła do praktyki sądów miast na prawie magdeburskim).

## Rozwiązania szczegółowe

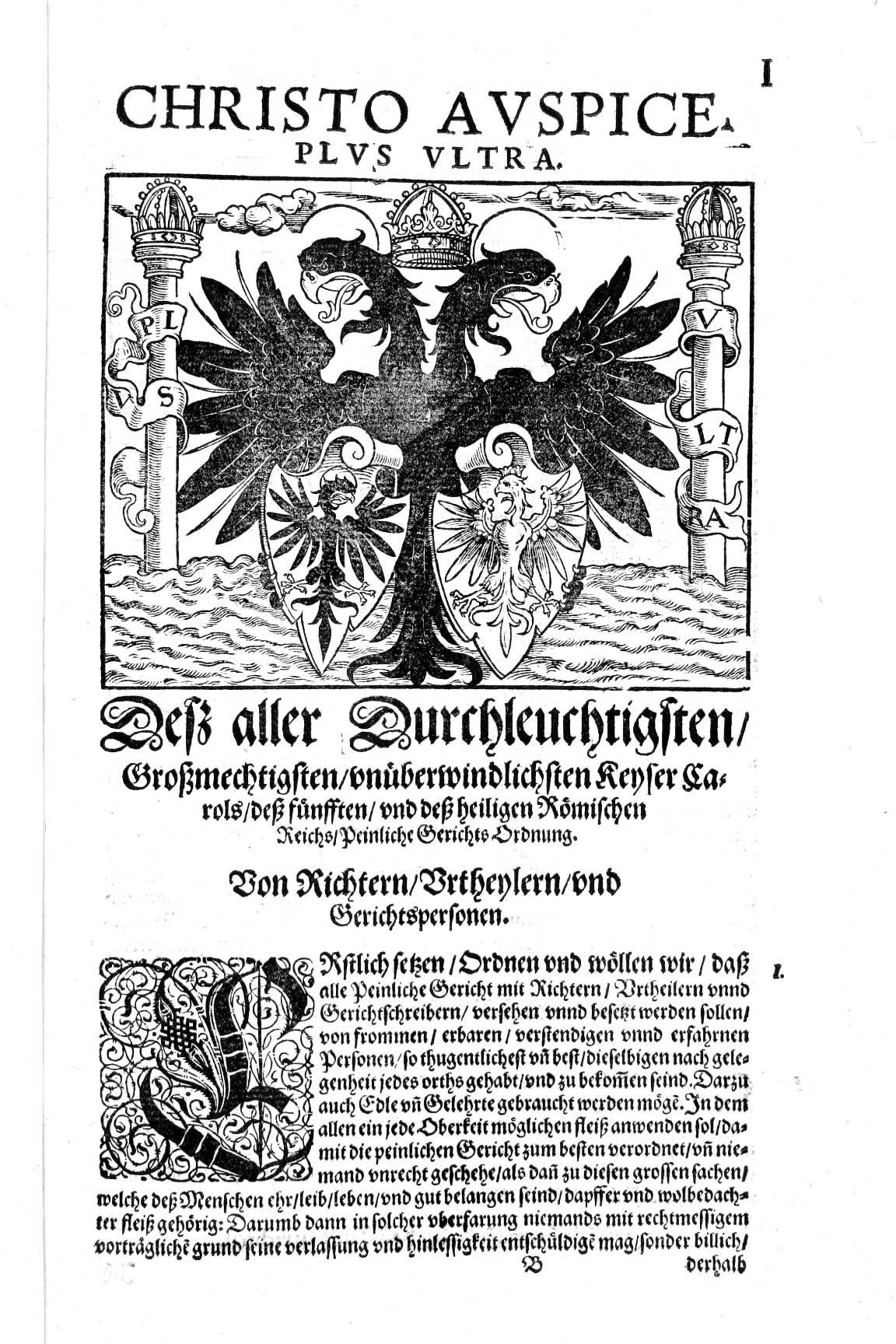
Illustration

- Obrona konieczna jest dopuszczalna, gdy zagrożone były tylko życie i zdrowie.
- Znała stan wyższej konieczności (np. kradzież z nędzy).
- Nakazywała uzależniać odpowiedzialność chorego od opinii biegłych.
- Jeżeli nastąpił błąd (niezgodność między rzeczywistością a jej odbiciem) co do faktu, wyłączał winę sprawcy i powodował bezkarność czynu.
- Pojawia się pierwsze ogólne określenie usiłowania.
- Opierała się zasadzie prewencji generalnej.
- Częściowo stosowała racjonalizację sprawiedliwościową.
- Często podwyższała karę przy drugiej recydywie.
- Opierała się na zasadzie publicznoprawnej.[styl do poprawy]
- Istniała nadal instytucja skargi, lecz osobę składającą skargę zamykano w areszcie wraz z oskarżonym aby w przypadku pomówienia pociągnąć do odpowiedzialności osobę skarżącą (dlatego łatwiej było złożyć doniesienie o przestępstwie, a postępowanie było wszczynane z urzędu).
- Stare rozróżnienie na morderstwo jako skryte i zabójstwo jako jawne uśmiercenie, zastąpiono przyjętym w doktrynie włoskiej podziałem na uśmiercenie rozmyślne i nierozmyślne.
- Przewidywała w wielu przypadkach możliwość zasięgania przez sędziów opinii fakultetów prawa w razie pojawienia się wątpliwości.
- Szerokie stosowanie kary śmierci i kar mutylacyjnych (okaleczających).
- Wzmianka o więzieniu – lecz nie jako zakładzie odbywania kary, lecz miejscu przetrzymywania sprawcy przed wykonaniem wyroku [osadzenie w wieży].
- Znała kwalifikowane kary śmierci.
- Arbitralność sędziego polegająca na przyznaniu szerokiej swobody w wymierzaniu kary.
- Możliwość stosowania kar niewymienionych w kodeksie (poenae extraordinariae) – z reguły łagodniejszych.
- Możliwość stosowania analogii co do spraw nie skodyfikowanych w Carolinie.
- Branie pod uwagę pozycji społecznej sprawcy czynu sankcjonowanego przez kodeks.
- Możliwość zaostrzenia kary, jeśli dany czyn przestępczy zdarzał się nagminnie.

## Kary śmierci w Carolinie
Carolina znała aż 8 rodzajów kary śmierci (była to kara stopniowalna):
- zwykłe:

1. ścięcie (kara szlachecka)
2. powieszenie (kara chłopska)

- kwalifikowane:

1. ćwiartowanie (tylko za zdradę kraju)
2. utopienie (dla kobiet)
3. spalenie
4. pogrzebanie żywcem
5. łamanie kołem (za morderstwo, które Carolina odróżniała od zabójstwa umyślnego i nieumyślnego na podstawie kryterium woli np. trucicielstwo, zabójstwo z odległości).
6. wbicie na pal

- przy przestępstwach zagrożonych kwalifikowaną karą śmierci możliwe zaostrzenie jej wykonania poprzez rozszarpywanie ciała rozpalonymi kleszczami i wleczenie końmi na miejsce stracenia (np. za mord szlachcica lub bliskiego przyjaciela).

## Znaczenie
Stała się podstawowym źródłem prawa karnego Rzeszy. Studia nad nią prowadzili m.in. Benedykt Carpzov i Christian Thomasius. Zawierała również małą ilość norm dotyczących procesu obchodzenia się z czarownicami w czasach inkwizycji. Rozwiązania w niej zawarte były przedmiotem recepcji do systemów prawa karnego również poza granicami Rzeszy. Recepcja pełna była rzadkością, i przeprowadzono ją poprzez uznanie jej mocy obowiązującej na terenie Księstwa Mediolanu oraz w niektórych kantonach Szwajcarii, natomiast recepcja niepełna została przeprowadzona w wielu europejskich państwach, uznając Carolinę za prawo posiłkowe, lub przenosząc jej zasady na grunt prawa rodzimego. Była inspiracją dla powstania wielu ustaw terytorialnych, jak np. ordynacji karnej Styrii z 1574 r., czy ordynacji sądowej Ferdynanda III z 1656 r. dla Austrii Dolnej.